# Nicolaus Bergius
Nicolaus Bergius, född 4 december 1658 och död 5 april 1706, var en svensk superintendent.
Bergius föddes i Reval som son till pastorn där Olaus Bergius och hans hustru Vendla Rylander. Han blev filosofie magister i Giessen 1684, och anställdes därefter 1687 som predikant vid franska lutherska församlingen i Stockholm, som hade sin kyrka i det så kallade Wrangelska huset. I samma hus, där Bergius även hade sin bostad, bodde en änka efter Christoff Delphicus zu Dohna, vars brorsdotter, fröken  Christiana Oxenstierna, visade Bergius stort deltagande under en iråkad sinnessjukdom och slutligen i hemlighet gifte sig med honom. Händelsen väckte stor förbittring hos brudens förnäma släktingar, och anklagades inför hovrätten då hustrun gift sig utan sin förmyndares tillstånd. När hustrun några år därefter dog, vägrade hennes anhöriga henne en plats i familjens gravkor och yrkade på att hon skulle begravas i tysthet.
1700 utnämndes Bergius till pastor i Narva och superintendent i Ingermanland. Följande år gjordes han till generalsuperintendent i Livland och prokansler i Pernau (nuv. Pärnu, Estland).
Bergius fick kungligt uppdrag att ta reda på så mycket som möjligt om "moskoviternas religion", det vill säga den rysk-ortodoxa kyrkan. Resultaten av hans undersökningar finns publicerade i den ca 350 sidor tjocka avhandlingen Exercitatio Historico-Theologica de statu ecclesiae et religionis Moscoviticae, Stockholm 1704.